# Bashir Ahmad Rahmati
Bashir Ahmad Rahmati (5 juni 1985) is een Afghaans worstelaar.
Bashir begon reeds op 10-jarige leeftijd te worstelen en werd al snel kampioen van zijn land. 
Op uitnodiging van het IOC mocht hij zich, samen met 4 landgenoten, op het Griekse eiland Lesbos voorbereiden op de Olympische Spelen van 2004 in Athene.
Op deze Spelen kwam hij uit in de - 55 kg gewichtsklasse in het worstelen vrije stijl. In zijn eerste kamp verloor hij meteen met 0-4 tegen de Oezbeek Dilschod Mansurov. Ook in zijn tweede kamp liep het niet zo goed: opnieuw 0-4 verlies, ditmaal tegen de Rus Mavlet Batirov, de latere Olympische kampioen. Rahmati eindigde dan ook puntloos op de 22e en tevens laatste plaats.